# Aram Khalili
Aram Khalili (Bukan, 28 luglio 1989) è un ex calciatore norvegese, di ruolo attaccante.

## Biografia
Di discendenza curda, Khalili è nato in Iran ma si è trasferito in Norvegia nel 1997.

## Carriera

### Club
Khalili ha iniziato la carriera nello Start, entrando nelle giovanili nel 1999: nel corso della militanza in squadra, ha contribuito alla vittoria finale del Norgesmesterskapet G19 2007. Ha debuttato nell'Eliteserien il 22 ottobre 2006, sostituendo Alex Valencia nella sconfitta casalinga per 0-2 contro il Sandefjord. Al termine della stagione, però, la squadra è retrocessa in 1. divisjon. Proprio in questa divisione, ha realizzato il suo primo gol da professionista: è andato infatti in rete nel 5-2 inflitto al Nybergsund-Trysil, in data 5 aprile 2008. Lo Start ha centrato un'immediata promozione e, il 6 maggio 2009, Khalili ha siglato il primo gol nella massima divisione norvegese, sancendo il definitivo 3-0 sul Lillestrøm.
Sempre nel 2009, è stato ceduto in prestito al Bryne, tornando così in 1. divisjon: all'esordio, datato 30 agosto, ha realizzato una marcatura nel pareggio per 1-1 contro il Sogndal. Una volta rientrato allo Start, è passato agli svedesi del GAIS con la stessa formula. Il primo incontro nell'Allsvenskan lo ha giocato il 12 aprile 2010, sostituendo Tommy Lycén nella vittoria per 0-2 sul campo dell'Örebro: ha realizzato una delle reti dell'incontro.
Il 19 gennaio 2011 è stato ceduto a titolo definitivo al Bodø/Glimt. Ha debuttato in squadra il 3 aprile, schierato titolare nella sconfitta per 3-0 maturata sul campo dell'Hødd. Il 29 maggio successivo, è arrivata la prima rete in squadra: ha segnato un gol nella vittoria casalinga per 3-0 contro la sua ex squadra del Bryne. È rimasto in squadra per circa un anno e mezzo, totalizzando 55 presenze e 17 reti tra campionato e coppa.
Il 30 agosto 2012, è passato al Notodden con la formula del prestito. Ha esordito con questa casacca il 2 settembre, nel corso della 20ª giornata di campionato: è stato impiegato da titolare nel pareggio per 3-3 contro il Sandefjord, partita in cui ha anche trovato la via del gol. Nel corso di questa porzione di stagione in forza al Notodden, ha totalizzato 10 presenze e 3 reti, che non sono bastate per far raggiungere la salvezza alla sua squadra.
Il 31 marzo 2013, ha fatto ritorno al Bryne, stavolta a titolo definitivo. Il 22 settembre 2015 ha rinnovato il contratto che lo legava al club fino al 31 dicembre 2017. Il 24 ottobre 2017, il Bryne ha reso noto che il contratto del giocatore non sarebbe stato rinnovato.
Il 24 novembre 2017, il Jerv ha reso noto d'aver trovato un accordo biennale con Khalili, valido dal 1º gennaio 2018 e soggetto al buon esito delle visite mediche. Superati i test, in data 27 novembre è stato ufficialmente presentato come nuovo giocatore della squadra, scegliendo di indossare la maglia numero 10.

### Nazionale
Khalili ha giocato 10 partite per la Norvegia under 21, con 3 reti all'attivo. Ha debuttato il 20 novembre 2007, nella sconfitta per 2-0 contro l'Estonia under 21: scese in campo in sostituzione di Tore Andreas Gundersen, realizzando una rete.

## Statistiche

### Presenze e reti nei club
Statistiche aggiornate al 13 settembre 2021.
| Stagione          | Club              | Campionato        | Campionato | Campionato | Coppe nazionali | Coppe nazionali | Coppe nazionali | Coppe continentali | Coppe continentali | Coppe continentali | Supercoppe | Supercoppe | Supercoppe | Totale | Totale |
| Stagione          | Club              | Comp              | Pres       | Reti       | Comp            | Pres            | Reti            | Comp               | Pres               | Reti               | Comp       | Pres       | Reti       | Pres   | Reti   |
| ----------------- | ----------------- | ----------------- | ---------- | ---------- | --------------- | --------------- | --------------- | ------------------ | ------------------ | ------------------ | ---------- | ---------- | ---------- | ------ | ------ |
| 2006              | Start             | ES                | 1          | 0          | CN              | 0               | 0               | -                  | -                  | -                  | -          | -          | -          | 1      | 0      |
| 2007              | Start             | ES                | 1          | 0          | CN              | 1               | 0               | -                  | -                  | -                  | -          | -          | -          | 2      | 0      |
| 2008              | Start             | 1D                | 24         | 9          | CN              | 1+              | 2+              | -                  | -                  | -                  | -          | -          | -          | 25+    | 11+    |
| gen.-ago. 2009    | Start             | ES                | 7          | 1          | CN              | 2               | 0               | -                  | -                  | -                  | -          | -          | -          | 9      | 1      |
| Totale Start      | Totale Start      | Totale Start      | 33         | 10         |                 | 4+              | 2+              |                    | -                  | -                  |            | -          | -          | 37+    | 12+    |
| ago.-dic. 2009    | Bryne             | 1D                | 6          | 2          | CN              | -               | -               | -                  | -                  | -                  | -          | -          | -          | 6      | 2      |
| 2010              | GAIS              | A                 | 20         | 2          | CS              | 1               | 0               | -                  | -                  | -                  | -          | -          | -          | 21     | 2      |
| 2011              | Bodø/Glimt        | 1D                | 30         | 12         | CN              | 3               | 1               | -                  | -                  | -                  | -          | -          | -          | 33     | 13     |
| gen.-ago. 2012    | Bodø/Glimt        | 1D                | 17         | 3          | CN              | 5               | 1               | -                  | -                  | -                  | -          | -          | -          | 22     | 4      |
| Totale Bodø/Glimt | Totale Bodø/Glimt | Totale Bodø/Glimt | 47         | 15         |                 | 8               | 2               |                    | -                  | -                  |            | -          | -          | 55     | 17     |
| ago.-dic. 2012    | Notodden          | 1D                | 10         | 3          | CN              | -               | -               | -                  | -                  | -                  | -          | -          | -          | 10     | 3      |
| 2013              | Bryne             | 1D                | 29         | 17         | CN              | 3               | 2               | -                  | -                  | -                  | -          | -          | -          | 32     | 19     |
| 2014              | Bryne             | 1D                | 27         | 10         | CN              | 1               | 2               | -                  | -                  | -                  | -          | -          | -          | 28     | 12     |
| 2015              | Bryne             | 1D                | 24         | 3          | CN              | 3               | 1               | -                  | -                  | -                  | -          | -          | -          | 27     | 4      |
| 2016              | Bryne             | 1D                | 26         | 5          | CN              | 2               | 0               | -                  | -                  | -                  | -          | -          | -          | 28     | 5      |
| 2017              | Bryne             | 2D                | 23         | 11         | CN              | 2               | 2               | -                  | -                  | -                  | -          | -          | -          | 25     | 13     |
| Totale Bryne      | Totale Bryne      | Totale Bryne      | 135        | 48         |                 | 11              | 7               |                    | -                  | -                  |            | -          | -          | 146    | 55     |
| 2018              | Jerv              | 1D                | 23         | 8          | CN              | 1               | 0               | -                  | -                  | -                  | -          | -          | -          | 24     | 8      |
| 2019              | Jerv              | 1D                | 4          | 0          | CN              | 0               | 0               | -                  | -                  | -                  | -          | -          | -          | 4      | 0      |
| Totale Jerv       | Totale Jerv       | Totale Jerv       | 27         | 8          |                 | 1               | 0               |                    | -                  | -                  |            | -          | -          | 28     | 8      |
| Totale            | Totale            | Totale            | 272        | 86         |                 | 25+             | 11+             |                    | -                  | -                  |            | -          | -          | 286+   | 97+    |

## Palmarès
- Norgesmesterskapet G19: 1

Start: 2007